# Erik Rothman
Erik Rothman, född 3 oktober 1863 i Sundsvall, död 25 oktober 1893 i Veneux-Nadon, Frankrike, var en svensk skulptör.
Han var son till konsuln Erik Erland Rothman och Anny Dalenius. Efter en kortare tids konststudier i Sverige fortsatte han studierna i Frankrike i slutet av 1880-talet. Han medverkade förutom i franska utställningar i Sveriges allmänna konstförenings utställningar i Sundsvall 1887 och Göteborg 1891. Vid Världsutställningen i Paris 1889 deltog han med statyn Fiskare med ljuster som av den franske skalden Bertran de La Villehervé utnämndes till den svenska avdelningens vackraste arbete. Skulpturen belönades med ett hedersomnämnande men efter utställningen förstörde Rothman skulpturen i ett anfall av missmod. Bland hans bevarade arbeten märks porträttreliefen av den franske Strindbergsöversättaren Georges Loiseau.